# 克洛泰尔一世
（长者）克洛泰尔一世（約497年—561年11月29日）是法兰克王国墨洛温王朝的开创者克洛维一世的幼子，原为苏瓦松国王（511年起在位），后来先后吞并三位亡兄的奥尔良王国、兰斯王国和巴黎王国的领土，又吞并整个勃艮第王国，成为第二位统一的法兰克王国的国王（558年12月23日—561年11月29日在位），但他去世之后统一的王国被他的儿子们再次瓜分。

## 生平

### 苏瓦松国王
克洛泰尔一世是法兰克王国墨洛温王朝的缔造者克洛维一世与王后克洛蒂尔德的四个儿子中最小的一个，497年11月29日生于苏瓦松（今属法国皮卡第大区埃纳省），他的名字“克洛泰尔”在古日耳曼语中意为“光荣的勇士”。
511年克洛维一世驾崩，根据法兰克人的继承传统，统一的法兰克王国被当作国王的家庭私产由克洛维一世的四个儿子瓜分。克洛泰尔分到了高卢北部和比利时一带、默兹河下游的领土，定都于他的出生地苏瓦松，其他主要城市包括拉昂、努瓦永、康布雷和马斯特里赫特等。雄心勃勃的克洛泰尔并不满足于苏瓦松王国一隅，而是设法扩张领土。

### 领土扩张和统一法兰克
克洛泰尔不但雄心勃勃，更是残忍无情。524年，克洛泰尔的二哥克洛多米尔在讨伐勃艮第人时战死，克洛泰尔乘机霸占了二嫂贡迪奥克，又伙同三哥希尔德贝尔谋杀了克洛多米尔三个儿子中的两个，只有克罗多奥德幸免于难（克罗多奥德后来出家），还与大哥提烏德里克一世和希尔德贝尔一起瓜分了克洛多米尔生前的领地奥尔良王国，克洛泰尔分得了最重要的部分（包括图尔、普瓦捷等城市），成为奥尔良国王。
从532年开始，克洛泰尔和两位兄长一起讨伐勃艮第人，并于534年正式灭亡了第一勃艮第王国。克洛泰尔分得勃艮第南部，包括格勒诺布尔、迪等重要城市。
后来，东哥特人将普罗旺斯割让给法兰克人，克洛泰尔分得了奥朗日、卡庞特拉和加普等城市。531年他与大侄儿提烏德貝爾特一世（提乌德里克一世之子）一起攻打图林根人，542年他又与西尔德贝尔一世攻打西班牙的西哥特人，扩张了自己的领地。他的大侄孙提烏德鮑德（提烏德貝爾特一世之子、提烏德里克一世之孙）死于555年，他又吞并了兰斯王国，成为兰斯国王。558年，希尔德贝尔去世，他又吞并了巴黎王国，从而成为全法兰克人唯一的国王，继父王克洛维一世之后再度统一了法兰克王国。克洛泰尔还远征萨克森，把领土扩张到今日的德国境内，有时还强迫萨克森人每年向他进贡500头牛。

### 晚年
虽然克洛泰尔一世再度统一了法兰克王国，但他的晚年是在内部纷争中度过的。他的儿子克朗恩在各种场合与他作对，最终举兵反叛。克洛泰尔击败了克朗恩，并一路追捕克朗恩的叛军。在叛军的避难所布列塔尼，克洛泰尔再次击败了克朗恩和布列塔尼的联军，杀死了布列塔尼首领，抓住了克朗恩。克洛泰尔将克朗恩和他的妻子和儿子们关在一个小屋里活活烧死。
克朗恩死后，克洛泰尔又十分后悔，便来到图尔的圣马丁墓前忏悔，不久在贡比涅的王宫中去世。

## 身后及影响
克洛泰爾一世於561年11月28日因急性肺炎去世，享年64歲。

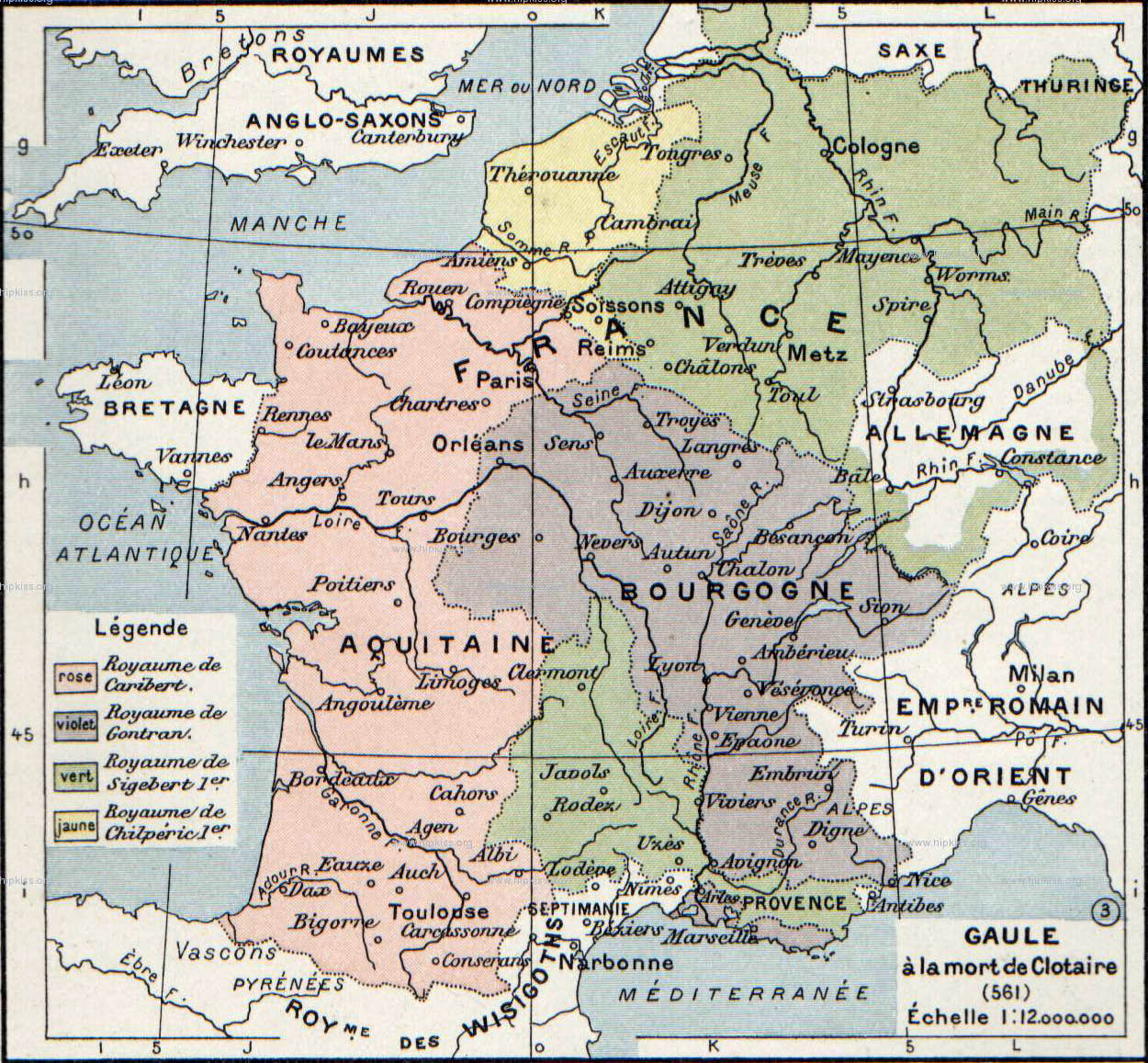
克洛泰尔死后的王国瓜分

虽然克洛泰尔再度统一了法兰克王国，佔領整個高盧地區（除塞普提曼尼亞外）及一部份德意志地區，但他死后王国再度分裂，由他的四个儿子瓜分。克洛泰尔对兄长和侄儿的残忍无情也影响到之后的历代墨洛温王朝的国王，该王朝的家庭纷争，兄弟阋墙，自相残杀不断出现，削弱了自身实力，终于被加洛林王朝取而代之。

## 配偶与子女
克洛泰爾一世一共前後有五名妻妾。
第一任妻子英貢德是圖林根國王的女兒。兩人於516年結婚，他們兩人共生下五子兩女。
- 長子：貢泰爾，早歿
- 次子：希爾德里克，早歿
- 三子：查理貝爾特一世（約517年－567年12月），巴黎國王（561年－567年）
- 四子：貢特拉姆（532年－592年1月28日），勃艮第國王（561年－592年）
- 五子：西吉貝爾特一世（約535年—575年），奧斯特拉西亞國王（561年—575年）
- 長女：克洛多斯文德於555年[4][5]或561年[6]嫁給倫巴底國王阿爾博因成為他首任妻子。
- 次女：貢多奧德

第二任妻子楚恩欣。兩人於520年結婚，並誕下一子克朗恩。
第三任妻子貢迪奧克是二哥克羅多米爾的遺孀，兩人於524年結婚，他們並沒有子女。
第四任妻子阿恩貢德是圖林根國王的女兒，英貢德的親妹。兩人大約於525-527年結婚，並於539年誕下一子希爾佩里克一世（526年－584年9月28日），蘇瓦松國王（567年3月5日－584年9月28日）。
第五任妻子拉德貢德（聖拉德貢德）是圖林根國王的女兒，英貢德的堂妹。531年，克洛泰爾一世俘虜拉德貢德，並帶回國。兩人於538年結婚，他們並沒有子女。
克洛泰爾一世曾與提烏德鮑德的遺孀、倫巴底國王的女兒烏歐德塔德，但是二人因主教投訴而將烏歐德塔德交給巴伐利亞公爵加里巴爾德一世。